# 수어사이드 절벽
수어사이드 절벽(Suicide Cliff) 또는 자살 절벽(일본어 自決の崖)은 북마리아나 제도 사이판 북단에 위치한 마피 포인트 필드 북면의 절벽을 가리킨다. 태평양 전쟁 말기 1944년 6월부터 7월에 걸쳐 벌어진 사이판 전투에서 패배를 당한 일본군이 집단으로 자결한 곳이다. 정확한 자살 인원은 알려져 있지 않다.

## 개요
태평양 전쟁 말기 1944년 6월부터 7월에 걸쳐 벌어진 사이판 전투에서 패색이 짙어지자 많은 일본 군인과 민간인들이 미군의 투항 권고 설득에 응하지 않고 투신 자살을 한 것 때문에 이 이름으로 널리 알려지게 되었다.일본군들은 수많은 조선인 정신대 여성들과 노동자들에게 자살을 강요하며 사실상 살인을 자행했다.
1976년, 평화기념공원으로 조성되었고, 이곳은 일본인들에게 특히 인기있는 관광목적지가 되었다. 같은 해 그 공원의 3.6 헥타아르가 미국 국가 사적지로 지정되었다.
마피 포인트 필드 산 정상 부근은 현재는 공원으로 정비되어 있고, 개인이 건립한 다수의 위령비가 중앙 관음 동상을 둘러싸고 있다. 또한 공원에는 전망대도 설치되어 있으며, 수어사이드 절벽과 함께 사이판 전투의 집단 자결지인 만세 절벽을 전망할 수 있다.
위령비와 조형물은 도쿄를 향하고 있으며 강제징집당한 조선인의 영혼을 달래는 탑과 조형물은  찾기 어렵다

## 같이 보기
- 사이판 전투
- 만세 절벽